# BORUTO -NARUTO THE MOVIE-
『BORUTO -NARUTO THE MOVIE-』（ボルト ナルト・ザ・ムービー）は、2015年8月7日に公開された日本のアニメ映画。漫画『NARUTO -ナルト-』を原作とした劇場版第11作。

## 製作
漫画『NARUTO』の連載15周年を記念した「NARUTO新時代開幕プロジェクト」の集大成として、前作『THE LAST -NARUTO THE MOVIE-』の上映開始と同時に制作が発表された。原作者である岸本斉史が脚本・キャラクターデザイン・製作総指揮を掛け持ちした。うずまきナルトの息子のうずまきボルトを主人公として、ナルトとボルトの親子、サスケとボルトの師弟の物語を描く。
日本での上映は8月7日の午前0時より開始され、開始直前にはTOHOシネマズ六本木ヒルズにて出演者と原作者が登壇するカウントダウンイベントが行われた。
興収は『THE LAST』の最終興収である20億円を上映19日目である8月25日の時点で上回り、映画シリーズ最高興収を記録した。
2016年7月6日には、本作のDVDとブルーレイが発売された。
本作のヒットを受けて後に制作された漫画・アニメ『BORUTO-ボルト- -NARUTO NEXT GENERATIONS-』では、本作のシナリオが一部変更の上で用いられている。

## ストーリー
第四次忍界大戦から十年以上の時が過ぎ、木ノ葉隠れの里は平和な時代を享受する中で文明開化による発展を遂げていた。大戦の英雄うずまきナルトは七代目火影として里を治めるために多忙な日々を送るが、その息子であるうずまきボルトはそんな父の志を理解できず、父子の溝は深くなっていた。
そんな中、極秘任務から帰ってきたうちはサスケがナルトのライバルだと知ったボルトは、間近に控えた中忍選抜試験で父を見返すため、弟子入りを志願する。弟子入りの条件である高等忍術「螺旋丸」の会得を滅多にしない修行で成し遂げたが、思った通りの評価を得られなかった悔しさから、他人の術を自分のものとして放つ科学忍具を用いたズルに走ってしまう。サスケはそれを察しながらもあえて弟子入りを認め、試験までの間彼に指導を行う。
そして中忍試験が始まるが、チームメイトであるうちはサラダやミツキの活躍に焦ったボルトは、試験中にこっそり科学忍具を使用する。バレることなく順調に試験を突破していくが、あまりに実力とかけ離れた使い方をしたためにナルトに見破られ、忍の証たる額当を没収されてしまう。
その直後、試験会場に2人の乱入者が現れる。大筒木モモシキと大筒木キンシキ。かつて世界を支配しようとした大筒木カグヤの同類であった彼らの目的は、ナルトが持つ尾獣のチャクラだった。サスケも駆けつけて応戦するが、ナルトはボルトたちを守るために力尽き、連れ去られてしまう。
父がいなくなって初めてその偉大さを知り、同時に自分の過ちを後悔するボルトだったが、師であるサスケの説教と激励によって立ち直り、父を助け出すためモモシキらのもとに乗り込んでいく。

## 登場人物
登場人物の詳しい詳細は『BORUTO-ボルト- -NARUTO NEXT GENERATIONS-#登場人物』を参照。

### 主要人物
うずまきボルト
声 - 三瓶由布子
本作の主人公。七代目火影であるナルトの息子であり、木ノ葉の下忍として活動している。毎日仕事ばかりで家族を顧みない父を嫌う。
うずまきナルト
声 - 竹内順子
ボルトとヒマワリの父。火影として常に山積みの仕事を抱えている。
うちはサスケ
声 - 杉山紀彰
サラダの父。ボルトに弟子入りを志願される。

### チームメイト
うちはサラダ
声 - 菊池こころ
サスケとサクラの娘。木ノ葉丸班の紅一点。七代目火影のナルトを尊敬し、自らも火影を目指す。
ミツキ
声 - 木島隆一
木ノ葉丸班の一員。ナルトやサスケよりも偉大な忍を親に持つと語っているが、本作のエンディング後にその親が明かされる。
猿飛木ノ葉丸
声 - 高橋英則
木ノ葉丸班の担当上忍。ボルトに「螺旋丸」を伝授する。

### 中忍試験参加者
奈良シカダイ
声 - 小野賢章
シカマルとテマリの息子。いのじん、チョウチョウと共にスリーマンセルを組む。中忍試験の第三次試験では2回戦でボルトと戦う。
山中いのじん
声 - 阿部敦
サイといのの息子。シカダイ、チョウチョウと共にスリーマンセルを組む。
秋道チョウチョウ
声 - 白石涼子（特典アニメ『ナルトが火影になった日』）
チョウジとカルイの娘。シカダイ、いのじんと共にスリーマンセルを組む。
シンキ
砂隠れの里出身。チームメイトはくノ一のヨドと仮面をつけたアラヤ。第二試験でメタルを、第三試験でチョウチョウを破る実力者。
ユルイ
声 - 河西健吾
雲隠れの里出身。チームメイトのトロイとタルイを伴い中忍試験に参加、第三次試験の1回戦でボルトと戦う。

### 木ノ葉隠れの人々
うちはサクラ
声 - 中村千絵
サスケの妻で、サラダの母。
うずまきヒナタ
声 - 水樹奈々
ナルトの妻で、ボルトとヒマワリの母。
うずまきヒマワリ
声 - 早見沙織
ボルトの妹で、兄のボルトを慕っている。
はたけカカシ
六代目火影。元第七班の担当上忍。
奈良シカマル
声 - 森久保祥太郎
シカダイの父。七代目火影であるナルトの補佐。
テマリ
シカダイの母で、シカマルの妻。サクラ、いのと共に中忍試験の第三次試験を観戦する。
サイ
声 - 日野聡
いのじんの父親。中忍試験の第一次試験の試験官を務める。
山中いの
いのじんの母で、サイの妻。サクラ、テマリと共に中忍試験の第三次試験を観戦する。
ロック・リー
声 - 増川洋一
中忍試験の第三次試験の審判を担当する。息子のメタル・リーも試験に参加していたが、第二次試験で脱落している。
テンテン
声 - 田村ゆかり
中忍試験の第二次試験にて、油女シノと共に試験官を勤める。
犬塚キバ
タマキと共に中忍試験の第三次試験を観戦していた。
カタスケ
声 - 菊本平
科学忍具班の主任。誰でも強力な忍術を扱えるようになる新型忍具「小手」を開発し、使用を禁止されている中忍試験でボルトに使うよう焚きつける。
コウスケ
声 - 河合みのる
カタスケと同じく科学忍具班の忍。

### 五影
我愛羅
声 - 石田彰
五代目風影。
ダルイ
声 - 竹内良太
五代目雷影。
長十郎
声 - 宮田幸季
六代目水影。
黒ツチ
声 - 武田華
四代目土影。

### 新たなる敵
大筒木モモシキ
声 - 浪川大輔
大筒木一族の系譜に連なる縁者。
大筒木キンシキ
声 - 安元洋貴
モモシキの親役にして従者。

## スタッフ
- 原作・脚本・キャラクターデザイン・製作総指揮 - 岸本斉史
- 監督 - 山下宏幸
- 脚本協力 - 小太刀右京
- キャラクターデザイン - 西尾鉄也、鈴木博文
- 美術デザイン - 遠藤正明、田中比呂人
- プロップデザイン - 桝田浩史
- 色彩設計 - 北沢希実子
- 撮影監督 - 松本敦穂
- 編集 - 森田清次
- 音楽 - 高梨康治、刃-yaiba-
- 音響監督 - えびなやすのり
- 録音演出 - 神尾千春
- 絵コンテ - 山下宏幸、松本憲生、小林常夫、古川順康、佐藤雄三、遠藤正明、小林直樹、玉木慎吾
- 演出 - 山下宏幸、松本憲生、城所聖明、古川順康、小林直樹
- 総作画監督 - 西尾鉄也
- レイアウト監督 - 田中比呂人、遠藤正明
- 作画監督 - 松本憲生、桝田浩史、清水義治、松井祐子、朝井聖子、今木宏明、夘野一郎、小林直樹、西尾鉄也
- 作画監督協力 - 窪詔之、鈴木陽子、張益
- 美術 - 橋本和幸、小関睦夫、松岡聡、今野明美、桐山成代、秋山健太郎、野村正信
- 撮影助監督 - 生田幸那
- エンディング演出 / 作画 - 黒津安明
- 主題歌 - KANA-BOON『ダイバー』（Ki/oon Music）
- 制作デスク - 九ノ里大志
- 製作 - 遠藤孝一、茨木政彦、本間道幸、植田益朗、中村理一郎、垰義孝、大下聡
- 企画 - 川崎由紀夫、渡辺直樹、上田憲伯
- プロデューサー - 廣部琢之、松井将司、町山晃一
- アソシエイトプロデューサー - 番泰之、小玉慶太、萩原良輔、杉山豊
- アニメーション制作 - studioぴえろ
- 配給 - 東宝
- 製作 - 劇場版BORUTO製作委員会（テレビ東京、集英社、ぴえろ、アニプレックス、電通、バンダイ、バンダイナムコエンターテインメント）

## 小説版
ジャンプ ジェイ ブックスより刊行。著者は小太刀右京。
- ISBN 978-4-08-703373-1 2015年8月10日初版発行

## ナルトが火影になった日
映画入場者プレゼントとして配布された、原作者書き下ろしの短編漫画。DVD/BDでは特典映像としてアニメ化された。
テレビアニメ版『BORUTO-ボルト- NARUTO NEXT GENERATIONS』第18話でも本エピソードのシナリオの一部が使用されている。

### キャスト
- うずまきボルト - 三瓶由布子
- うずまきヒマワリ - 早見沙織
- うずまきナルト - 竹内順子
- うずまきヒナタ - 水樹奈々
- はたけカカシ - 井上和彦
- うみのイルカ - 関俊彦
- 猿飛木ノ葉丸 - 高橋英則
- 奈良シカマル - 森久保祥太郎
- うちはサラダ - 菊池こころ
- うちはサクラ - 中村千絵
- 秋道チョウチョウ - 白石涼子